# Ханаяха
Ханаяха (устар. «Кага-Яха») — река в России, протекает по территории города Ноябрьска и Пуровского района Ямало-Ненецкого автономного округа. Устье реки находится в 439 километрах по правому берегу реки Пякупур. Длина реки составляет 72 км, площадь бассейна 1370 км². Гидроним восходит к лесн. нен. Кака’ дяха — «река Каки», где «Кака» — это имя собственное.

## Описание
Начинается на северо-западной окраине Ноябрьска, в озере Ханто, на высоте 88,6 метра над уровнем моря. Самые верховья реки заболочены, ниже река входит на территорию, поросшую берёзово-сосновым лесом, в низовьях присутствует кедр. Общее направление течения северо-западное, Ханаяха сильно меандрирует. Высота устья — 71,6 метра над уровнем моря.

## Основные притоки
- 5 км: река Вэльхпеляк-Яха[3] (левый)
- 43 км: река Корпъяха[8] (левый)
- 70 км: река Янгаяха[7] (правый)
- 72 км: река Нанкпёх[7] (левый)

## Хозяйственное освоение
В бассейне реки расположены объекты Спорышевского и Западно-Ноябрьского нефтегазовых месторождений.

## Данные водного реестра
По данным государственного водного реестра России относится к Нижнеобскому бассейновому округу, водохозяйственный участок реки — Пур. Речной бассейн реки — Пур.
Код объекта в государственном водном реестре — 15040000112115300055233.